# Iochroma ellipticum
Iochroma ellipticum là loài thực vật có hoa trong họ Cà. Loài này được (Hook. f.) Hunz. mô tả khoa học đầu tiên năm 1977.